# Евса, Ирина Александровна
Ири́на Алекса́ндровна Е́вса (укр. Ірина Олександрівна Євса; род. 15 октября 1956, Харьков, Украинская ССР, СССР) — украинский поэт, переводчик (пишет на русском языке).

## Биография
Родилась в семье военного. Училась на филологическом факультете Харьковского университета. В 1981 году окончила московский Литературный институт имени А. М. Горького. Живёт в Харькове.
Работала в Книжной палате Украины (1981—1986), коммерческой фирме «Апис» (с 1988). Была соредактором литературного журнала «Бурсацкий спуск» (с 1992). Публиковалась в альманахе «Стрелец», «Антологии русских поэтов Украины», российских и украинских литературных журналах «Литературная учёба», «Радуга», «©оюз Писателей», «Византийский ангел», «Соты», «Крещатик», «Дружба», «Бурсацкий спуск», «Подъём» и др. Переводила стихи Сапфо, «Золотые стихи» Пифагора, рубаи Омара Хайяма, «Песнь песней», произведения украинских, польских, армянских поэтов. Стихи Ирины Евсы переводились на азербайджанский, армянский, грузинский, литовский, сербский, украинский языки.
Составитель (совместно с Андреем Дмитриевым и Станиславом Минаковым) антологии современных русских поэтов Украины «Дикое Поле. Стихи русских поэтов Украины конца XX века» (2000).
В 2005 году подписала коллективное письмо в защиту русского языка на Украине.
С 2022 года живет в Германии.

## Участие в творческих и общественных организациях
- Член Союза писателей Украины (с 1978)
- Член Союза писателей СССР (с 1979)
- Член Национального союза писателей Украины (с 1993)
- Член Всемирного ПЕН-клуба
- Член Содружества русскоязычных литераторов Германии (СЛоГ) (с 2024)[2]

## Награды и премии
- Премия Международного фонда памяти Бориса Чичибабина (Киев, 2000)
- Премия фестиваля «Культурный герой XXI века» (Киев, 2002)
- Премия «Народное признание» (Харьков, 2004)
- Премия журнала «Звезда» (Санкт-Петербург, 2008)[3]
- «Русская премия» (Москва, 2016)[4]
- Международная Волошинская премия за книгу «Юго-восток» (Коктебель, 2016)[5]

### Антипремия «Абзац»
В 2013 году по инициативе российского критика и литературного деятеля Александра Гаврилова Ирина Евса была награждена антипремией «Абзац» в номинации «Худший перевод». Награда была вручена за перелицовку не защищённых авторским правом более ранних переводов на русский язык классических произведений зарубежной литературы. С середины 2000-х годов Евса перевела все рубаи Омара Хайяма, «Божественную комедию» Данте, «Потерянный» и «Возвращённый рай» Мильтона, «Фауста» Гёте и все основные произведения Шекспира. «Такая исключительная работоспособность базируется на обычном редактировании классических переводов, срок авторских прав на которые истёк. Выпуская собственные переводы, Ирина Евса брала за основу именно те тексты, за использование которых ей не грозило бы взыскание».

### Поэтические сборники
- Евса И. А. Отзвук. — Харьков, 1976.
- Евса И. А. Дыхание. — Харьков, 1978.
- Евса И. А. Август. — Киев : Радянський письменник, 1985.
- Евса И. А. Сад. — Харьков : Прапор, 1986.
- Евса И. А. День седьмой. — Киев : Радянський письменник, 1986.
- Евса И. А. Изгнание из рая. — Харьков : Основа, 1995.
- Евса И. А. Наверное, снилось… — Харьков ; Париж ; Москва ; Нью-Йорк : Третья волна, 1999.
- Евса И. А. Лодка на фаянсе. — Харьков : Крок, 2000.

### Переводы, обработки и переложения
С подзаголовком «Современная поэтическая версия Ирины Евсы»
- Гёте И. В. Фауст / перевод Н. А. Холодковского
- Данте Алигьери. Божественная комедия / перевод Д. Д. Минаева
- Мильтон Дж. Потерянный рай. Возвращённый рай / перевод А. Н. Шульговской
- Омар Хайям. Рубаи
- По Э. Рассказы и новеллы, поэмы и стихотворения
- Уайльд О. Стихи, афоризмы и парадоксы
- Шекспир У. Венера и Адонис
- Шекспир У. Отелло, венецианский мавр / подстрочный перевод П. И. Вейнберга
- Шекспир У. Лукреция
- Шекспир У. Ромео и Джульетта / поэтический подстрочник А. А. Григорьева
- Шекспир У. Трагедия о Гамлете / перевод К. Р.
- Шекспир У. Трагедия о Короле Лире / перевод М. А. Кузмина
- Шекспир У. Феникс и голубка
- Орфические гимны
- Песнь песней
- Псалмы Давида. Псалтирь

В соавторстве с А. К. Шапошниковым
- Заратустра. Учение огня. Гаты и молитвы
- Пифагор. Золотой канон. Фигуры эзотерики
- Сафо. Стихи
- Изречения семи греческих мудрецов (Семь мудрецов древности)
- Книга мёртвых
- Книга оракулов. Пророчества пифий и сивилл